# Чубовка (Одесская область)
Чубовка (укр. Чубівка) — посёлок, относится к Подольскому району Одесской области Украины.
Посёлок был образован в 1861 году при строительстве железной дороги Одесса - Балта. Начиная с 2021 года, в первую субботу августа празднуется день села. Население по переписи 2001 года составляло 575 человек. Почтовый индекс — 66362. Телефонный код — 4862. Занимает площадь 0,5 км². Код КОАТУУ — 5122985609.

## Местный совет
66363, Одесская обл., Подольский р-н, с. Новосёловка